# Coquille
Coquille (engelsk: [koʊˈkiːl]) er en amerikansk by og administrativt centrum for det amerikanske county Coos County i staten Oregon. I 2007 havde byen et indbyggertal på 4.215.

## Ekstern henvisning
- Coquilles hjemmeside (engelsk)

43°10′46″N 124°11′15″V / 43.17944°N 124.18750°V